# La Binchoise Organic
La Binchoise Organic is een Belgisch biologisch bier van hoge gisting.
Deze bieren worden sinds 2011 gebrouwen in Brasserie La Binchoise te Binche.

## Varianten
- La Binchoise Organic’ Brune, bruin bier met een alcoholpercentage van 7%
- La Binchoise Organic’ Miel, goudgeel kruidenbier met een alcoholpercentage van 8,5%
- La Binchoise Organic’ Triple, goudgeel bier, type tripel met een alcoholpercentage van 8,5%